# R/antiwork
r/antiwork är en så kallad subreddit (ett underforum till webbplatsen reddit) som huserar en arbetskritisk publik. Forumets paroll lyder "Unemployment for all, not just the rich!", vilket ungefär kan översättas till "Arbetslöshet [frihet från arbete] åt alla, inte bara de rika!" Inlägg på forumet beskriver ofta lönearbetares negativa upplevelser av lönearbete, dåliga arbetsvillkor och facklig organisering. Forumet har bland annat organiserat bojkotter, och deltagit i facklig kamp genom att skicka in falska ansökningar till flingföretaget Kellogg's i USA för att förhindra strejkbryteri i samband med en strejk som involverade 1 400 personer. Forumets popularitet ökade lavinartat under 2020 och 2021, och idag år 2022 har forumet 1,8 miljoner medlemmar. r/antiwork har jämförts med Occupy Wall Street på grund av forumets intellektuella grundval och decentraliserade etos.
Forumet grundades ursprungligen som ett diskussionsforum för arbetskritisk politisk teori inom ramen för antipolitiska och apolitiska anarkister som hade fått nog av vänsterns politik, och i kontrast till denna förordade så kallad post left anarchism. Men efter den snabba ökningen av medlemmar kom forumet att representera en bredare flora av vänsterpolitisk diskussion angående arbetets förmenta meningslöshet och skadlighet.